# Bacchisa laevicollis
Bacchisa laevicollis là một loài bọ cánh cứng trong họ Cerambycidae.